# コチェリニキ

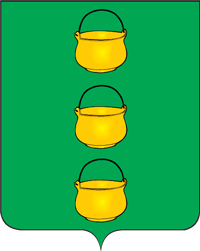
コチェリニキの市章

コチェリニキ（ロシア語: Котельники、Kotelniki）は、ロシアのモスクワ州にある都市。人口は6万3728人（2010年） 。モスクワから22km南東に位置する。コチェリニキ村が初めて文献に現れるのは17世紀であり、19世紀にはゴリーツィン家領に属していた。